# The Legend of Boo-Kini Bottom
The Legend of Boo-kini Bottom (укр.Страшна Легенда про Бікіні-Боттом) — 5 епізод, 9 серія з 11 сезону мультсеріалу Губка Боб Квадратні Штани. Прем'єра в США відбулася 13 жовтня 2017. Також, це 26 спецвипуск.

## Сюжет
На Бікіні-Боттом наступає Хелловін. Патрік розповів Губці Бобу таку формулу: Страшне=Смішному. І тепер, вони сміються з усього страшного: з монстра, якого зробила Сенді, з «Жахів Помийного Відра», котре створили пан (містер) Крабс і Сквідвард, з "Жахів Красті Крабс", яку створили Карен та Планктон. Проте сміх Губки Боба викликає у місто Летючого Голландця, який хоче бути впевненим, що усі на цю ніч кричать. Він бере Губку Боба і Патріка на свій корабель Губку Боба та Патріка, на шоу жахів. Хоч яка б не була ця моторошна програма, Губка Боб не злякався, а Патрік злякався. Щоб злякати Губку Боба, привид-пірат бере в полон Сквідварда, Сенді, пана Крабса, Гері та Планктона. Проте Губка Боб не злякався. Тоді привид взяв в полон і Патріка. Тут Боб зрозумів, що Страшне=ААА!. Губка Боб злякався і втік з кораблю. Голландець хотів спалити друзів Губки Боба. Планктон втік, і Голландець перетворив його на свого слугу. Тут друзі бачать монстра Сенді. Коли він зламався, виявилося, що це Губка Боб. Голландець заліз до нього у голову, побачив його думки, злякався і втік, випустивши друзів.

## Прем'єри у світі
| Країна  | Назва серії                                | Вихід у країні  |
| ------- | ------------------------------------------ | --------------- |
| США     | The Legend of Boo-Kini Bottom              | 13 жовтня 2017  |
| Канада  | The Legend of Boo-Kini Bottom              | 20 жовтня 2017  |
| Росія   | Жуткая легенда Бикини-Боттом               | 29 жовтня 2017  |
| Україна | Страшна Легенда про Бікіні-Боттом          | 18 березня 2019 |
| Франція | La Légende de Bouh-Kini Bottom             | 31 жовтня 2017  |
| Іспанія | La leyenda del fantasma de fondo de bikini | 31 жовтня 2017  |